# Fistball na World Games 1997
Wyniki turnieju Fistball’a, który odbył się w dniach 9–10 sierpnia na World Games 1997 w hali Lahti Sport Centre. W finale o złoty medal zwyciężyła reprezentacja Niemiec nad (Austrią), brąz zaś przypadł drużynie Brazylii.

## Tabela medalowa
| Lp. | Państwo  | Medal |
| --- | -------- | ----- |
| 1   | Niemcy   |       |
| 2   | Austria  |       |
| 3   | Brazylia |       |